# Nikitin-Ševčenko IS
Nikitin-Ševčenko IS, (rusko Истребитель складной, Istrebitelj skladnoj– zložljivi lovec) je bil dvokrilni propelerski lovec, ki so ga razvijali v Sovjetski zvezi v poznih 1930-ih. Namen je bil zgraditi letalo, ki bi imelo dobre STOL sposobnosti in bi bilo hkrati hitro. 
Posebnost letala so polimorfna krila, ki so lahka spreminjala obliko. Zgradili so samo dva prototipa, razvoj je prekinila nemška invazija.

## Specifikacije (IS-1)
- Posadka: 1
- Dolžina: 6,79 m (22 ft 2-1/3 in)
- Razpon kril: 8,6 m (28 ft 2-1/2 in)
- Površina kril: 20,83 m2 (224 ft2)
- Prazna teža: 1400 kg (3086 lb)
- Gros teža: 2300 kg (5070 lb)
- Motor: 1 × M-63, 820 kW (1100 KM)

- Največja hitrost: 453 km/h (281 mph)
- Dolet: 600 km (372,8 milj)
- Višina leta (servisna): 8800 m (28870 ft)
- Hitrost vzpenjanja: 10,16 m/s (2000 ft/min)

- Orožje: 4 x 7.62mm ŠKAS strojnice